# Josef Bachmann
Josef Erwin Bachmann, född 12 oktober 1944 i Reichenbach im Vogtland, död 24 februari 1970 i Stadelheim, München, var en tysk högerextremist, som den 11 april 1968 förövade ett attentat mot den radikale politikern och studentledaren Rudi Dutschke.
Bachmann, som tidigare levt som småkriminell tjuv i bland annat Frankrike, sökte upp Dutschkes lägenhet och på gatan sköt honom med flera skott som bland annat träffade hans ansikte. Bachmann greps en kort stund efter skottlossning med polis och dömdes till sju års fängelse för mordförsök. Dutschke blev allvarligt skadad och fick bland annat lära sig tala och skriva på nytt efter skotten i huvudet. Dutschke skrev i brev till Bachmann att han förlät honom och uttryckte sorg över att Bachmann valde att gå fascismens ärenden. Bachmann begick självmord i fängelset.
Tyska tidningar kunde runt 2008–2009 efter sökningar i Östtysklands arkiv visa på att Bachmann hade mycket starkare kopplingar till organiserad tysk nynazism än vad Västtysklands polis ville följa upp. Tidigt målades Bachmann ut som "en ensam instabil galning" och nazistspåret tros ha dolts medvetet av högerextremister inom Västtysklands poliskår.

## Filmatiseringar
I filmen Der Baader Meinhof Komplex från 2008 gestaltas Josef Bachman av Tom Schilling.